# Uszka

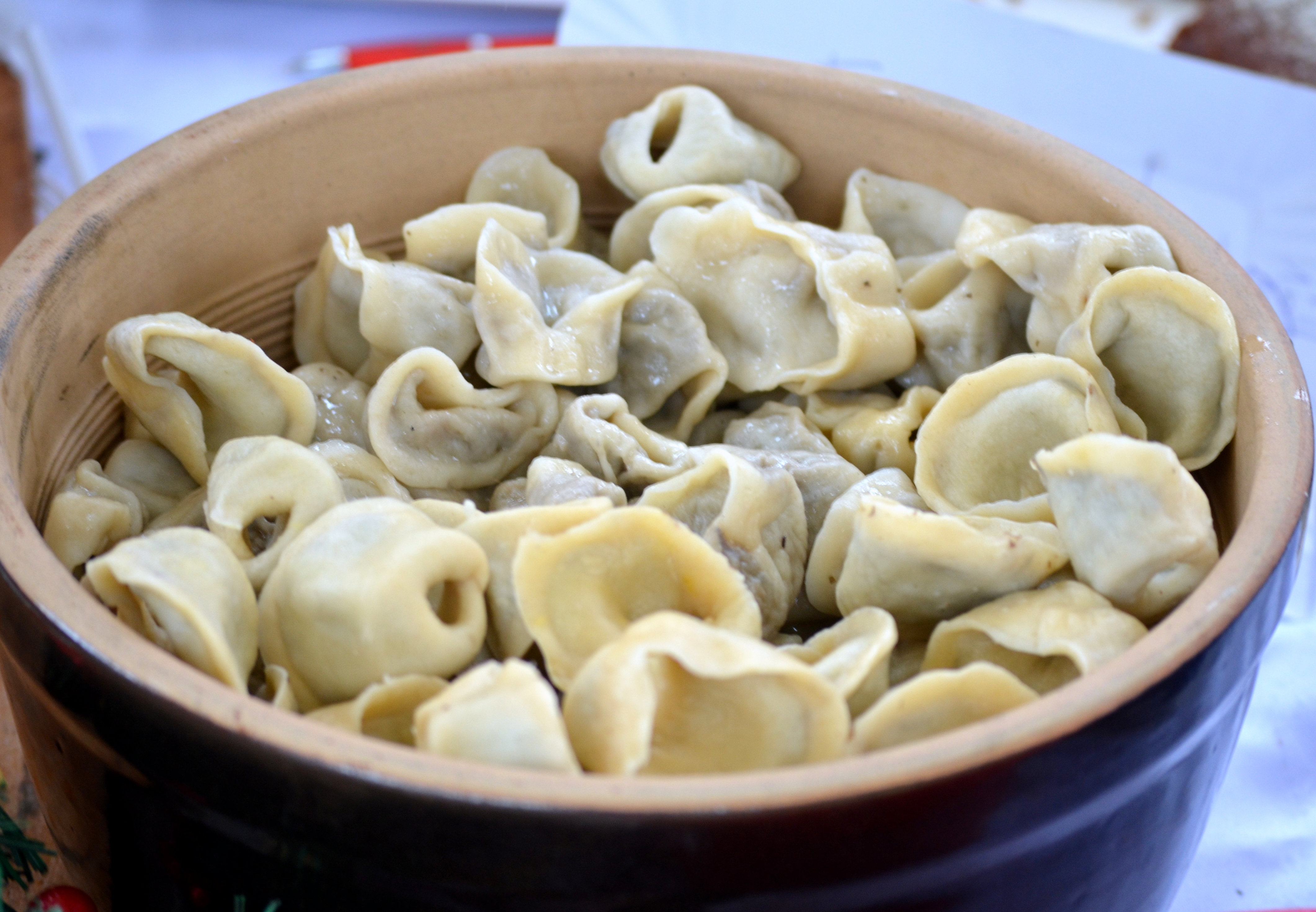
Uszka

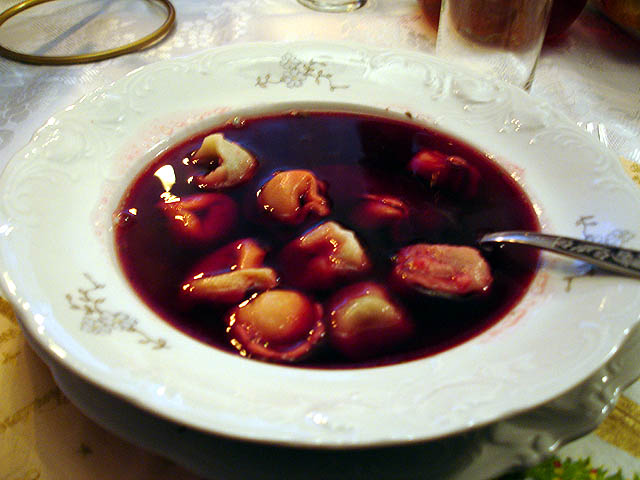
Uszka w barszczu czerwonym

Uszka – niewielkie, gotowane w wodzie pierogi w kształcie ucha zwierzęcego wypełnione farszem, m.in. grzybowym, mięsnym, szpinakowym czy serowym.
Uszka używane są jako uzupełnienie tzw. „zup czystych”, czyli zup niezagęszczanych. Mogą być one podawane jako dodatek do barszczu czerwonego czy zupy pomidorowej oraz jako potrawa samodzielna (z roztopionym masłem, tartą bułką bądź innym dodatkiem). 
Uszka z grzybami są tradycyjnym daniem wigilijnym podawanym w Polsce, często wraz z czerwonym barszczem (zob. wigilijny barszcz z uszkami). W kuchni Żydów polskich uszka zwane kreplech podawane z czerwonym zakwaszanym barszczem są tradycyjną potrawą podczas święta Sukkot, przypadającym  między wrześniem a październikiem.

W języku ukraińskim nazywane Вушка (vúška), a białoruskim вушкі (vúški).